# زوجة مقابل سكرتيرة
زوجة مقابل سكرتيرة (بالإنجليزية: Wife vs. Secretary) هو فيلم أبيض وأسود كوميدي رومانسي درامي أمريكي عام 1936 من إخراج كلارنس براون وشارك في إنتاجه وبطولة كلارك غيبل ، جان هارلو، ميرنا لوي، الفيلم الخامس من بين ستة أعمال تعاون بين غيبل وهارلو والرابع من سبعة بين غيبل ولوي. استند إلى قصة قصيرة تحمل نفس الاسم للكاتب فيث بالدوين نُشرت في مجلة كوزموبوليتان في مايو 1935. كتب السيناريو نورمان كراسنا وجون لي ماهين وأليس دوير ميلر.

## أحداث الفيلم
يحتفل ناشر المجلات فان ستانهوب وزوجته ليندا بالذكرى السنوية الثالثة لزواجهما، وقد أعطت فان زوجته ليندا سوارًا من الألماس. ومع ذلك تعتقد والدة فان ستانهوب أن سكرتيرة فان الجميلة هيلين ويلسون هي إغراء لفان. ترفض ليندا الاستماع إلى جميع أصدقائها ووالدة فان لأنها تثق في فان. في الحقيقة، لديها كل الأسباب في العالم لتثق به، لأن علاقته مع السكرتيرة هي مجرد عمل بحت.

## فريق التمثيل
- كلارك غيبل في دور فان ستانهوب
- جين هارلو في دور هيلين ويلسون
- ميرنا لوي في دور ليندا ستانهوب
- ماي روبسون في دور ميمي ستانهوب
- جورج باربير في دور جي دي أندروود
- جيمس ستيوارت في دور ديف
- هوبارت كافانو في دور جو
- جون كولين دور السيد جنكينز
- توم دوجان في دور فيني
- غيلبرت إميري في دور سيمبسون
- مارجوري جيتسون في دور إيف ميريت
- غلوريا هولدن في دور جوان كارستيرز
- يوجين بوردن في دور ضابط السفينة (غير معتمد)